# ブリスコ郡 (テキサス州)
ブリスコ郡 (ブリスコぐん、英: Briscoe County) は、アメリカ合衆国テキサス州にある郡。2005年の推定人口は1,644人で、郡庁所在地はシルバートン (Silverton)である。郡名はテキサス革命時の軍人アンドリュー・ブリスコに因んだもので、州内に46ある禁酒郡（ドライ・カウンティ）の1つである。
一時期郡内には、チャールズ・グッドナイトとジョン・ジョージ・アデールが経営したJA大牧場が存在し、敷地は6郡にも及ぶ広大なものだった。だが、後にグッドナイトが牧場を去ると、それとは別にクイタグー大牧場を経営した。

## 地理
アメリカ合衆国統計局
によると、この郡は総面積2,335 km2 (902 mi2) である。このうち2,332 km2 (901 mi2) が陸地で、3 km2 (1 mi2) が水地域である。総面積の0.15%が水地域となっている。

### 主な幹線道路
- 州道86号線
- 州道207号線

### 隣接する郡
- アームストロング郡（北）
- ドンリー郡（北東）
- ホール郡（東）
- モトリー郡（南東）
- フロイド郡（南）
- スウィッシャー郡（西）

## 人口動静

ブリスコ郡の人口ピラミッド

2000年現在の国勢調査で、この郡は1,790人、724世帯、及び511家族が暮らしている。人口密度は1/km2 (2/mi2) で、0/km2 (1/mi2) の平均的な密度に1,006軒の住居が建っている。この郡の人種的構成は白人83.35%、アフリカン・アメリカン2.29%、先住民0.39%、アジア系0.06%、その他の人種11.45%、及び混血2.46%で、人口の22.74%がヒスパニックまたはラテン系である。
724世帯のうち、29.30%は18歳未満の子供と暮らしており、59.30%は夫婦で生活している。7.60%は未婚の女性が世帯主であり、29.40%は家族以外の住人と同居している。27.90%は独身の居住者が住んでおり、16.00%は65歳以上で独居である。1世帯あたりの平均人数は2.47人であり、家庭の場合は3.03人である。
郡内の住民は27.10%が18歳未満の未成年、18歳以上24歳以下が6.80%、25歳以上44歳以下が22.00%、45歳以上64歳以下が24.80%、及び65歳以上が19.30%にわたっている。中央値年齢は40歳である。女性100人ごとに対して男性は95.00人いて、18歳以上の女性100人ごとに対して男性は92.80人いる。
この郡の世帯ごとの平均的な収入は29,917米ドルであり、家族ごとでは35,326米ドルである。男性の25,854米ドルに対して女性は17,500米ドルの平均的な収入がある。この郡の一人当たりの収入 (per capita income) は14,218米ドルである。人口の16.00%及び家族の11.50%は貧困線以下である。18歳未満の23.00%及び65歳以上の12.50%は貧困線以下の生活を送っている。

## 都市及び町
- クイタクー（en:Quitaque, Texas）
- シルバートン（en:Silverton, Texas）